# San Bernardino (torrente)
San Bernardino è un torrente italiano del Piemonte, immissario del lago Maggiore, interamente compreso nella provincia del Verbano-Cusio-Ossola.
Deve il suo nome a un convento francescano intitolato a Bernardino da Siena, edificato nel 1483 e non più esistente, che sorgeva in prossimità della foce del torrente tra Intra e Pallanza, nell'odierno comune di Verbania.

## Idrografia
Nasce nel Parco nazionale della Val Grande, dall'unione del rio Valgrande e del rio Pogallo (in località Ponte Casletto); il suo bacino imbrifero corrisponde alla Val Grande ed alla Val Pogallo ed il suo percorso, compreso quello dei suoi affluenti, è contraddistinto da profonde forre ed orridi.
Si immette nel lago Maggiore a Verbania, dove divide i centri abitati di Pallanza ed Intra. Attraversa i comuni di San Bernardino Verbano (che dal fiume prende il nome), Cossogno, Verbania.

## Usi industriali

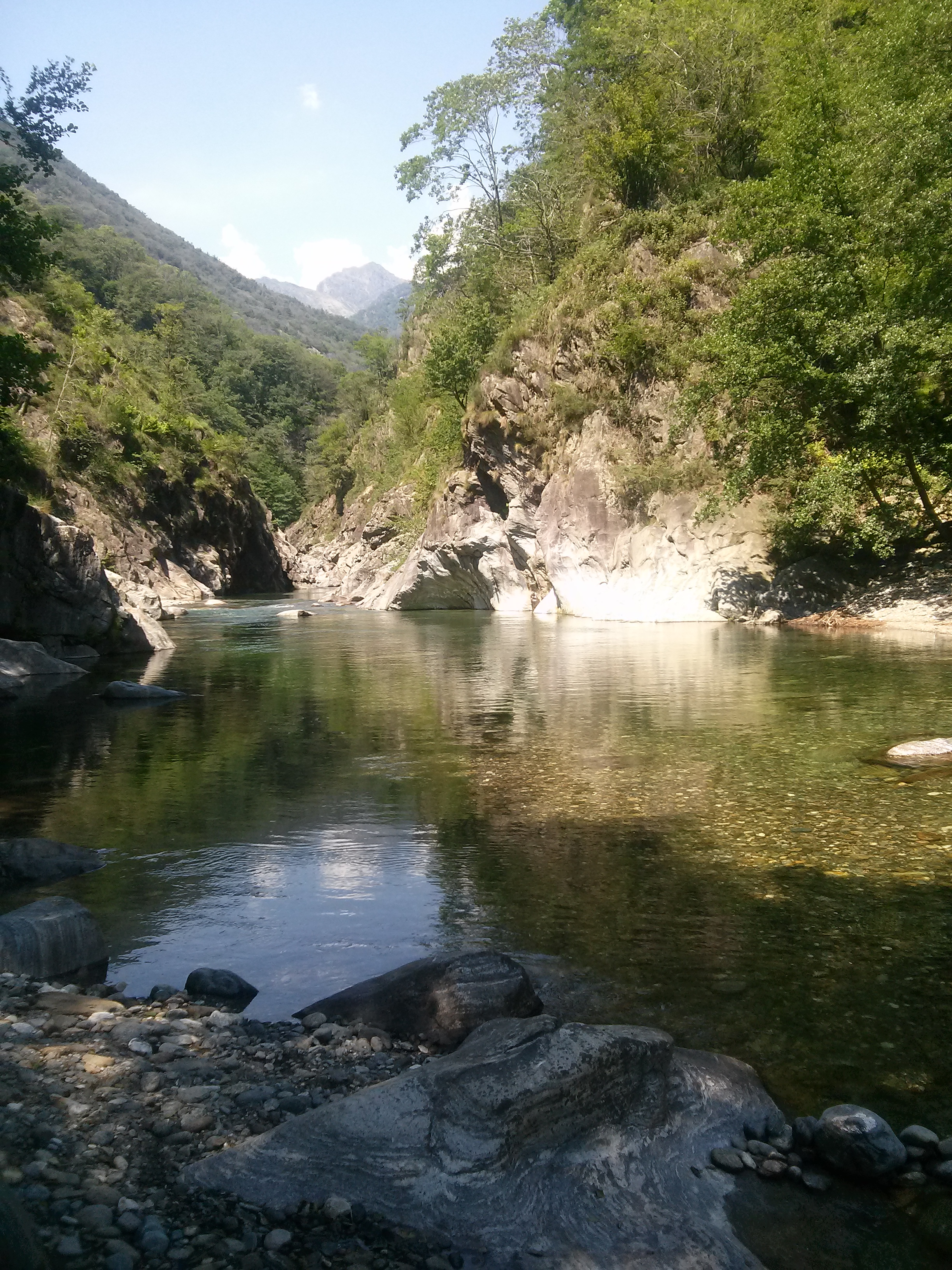
Il torrente a Rovegro

Il fiume fu utilizzato fino all'inizio del XX secolo per il trasporto tramite fluitazione del legname tagliato in Val Grande e Val Pogallo, attività praticata intensamente nei secoli passati.
Le sue acque servirono anche per il procedimento di sbiancamento delle tele prodotte dalle vicine industrie tessili.
Il San Bernardino fu utilizzato in passato sfruttando l'energia idrica per le fabbriche che sorgevano lungo il suo corso. 

Nel 1892 a Cossogno fu costruita, su iniziativa di Carlo Sutermeister, industriale verbanese, la prima centrale idroelettrica d'Italia con distribuzione d'energia, che serviva, oltre alle fabbriche della zona, anche gli abitati di Intra, Pallanza ed altre località limitrofe. In seguito fu costruita la centrale di Rovegro; attualmente sono tre gli impianti idroelettrici in funzione sul fiume.

## Usi ricreativi
Dal punto di vista sportivo c'è la possibilità di praticare la discesa di alcuni tratti in canoa fluviale.

Per quanto riguarda l'aspetto puramente ricreativo, a dispetto della temperatura da torrente alpino, durante l'estate è frequentato per la balneazione, specialmente in località Santino. 

È praticata la pesca, permessa solo per la trota fario ed al di fuori delle riserve del Parco nazionale della Val Grande.